# Ронка (річка)
Ронка (фр. Ronca корс. Ronca) — річка Корсики (Франція). Довжина 9,4 км, витік знаходиться на висоті 480 метрів над рівнем моря на західних схилах пагорба-гори Бокка ді Салту (Bocca di u Saltu) (641 м). Впадає в річку Фіджарелла на висоті 25 метрів над рівнем моря.
Протікає через комуни: Каленцана, Кальві і тече територією департаменту Верхня Корсика та кантонами: Каленцана (Calenzana), Кальві (Calvi).